# Giao tiếp phi ngôn ngữ

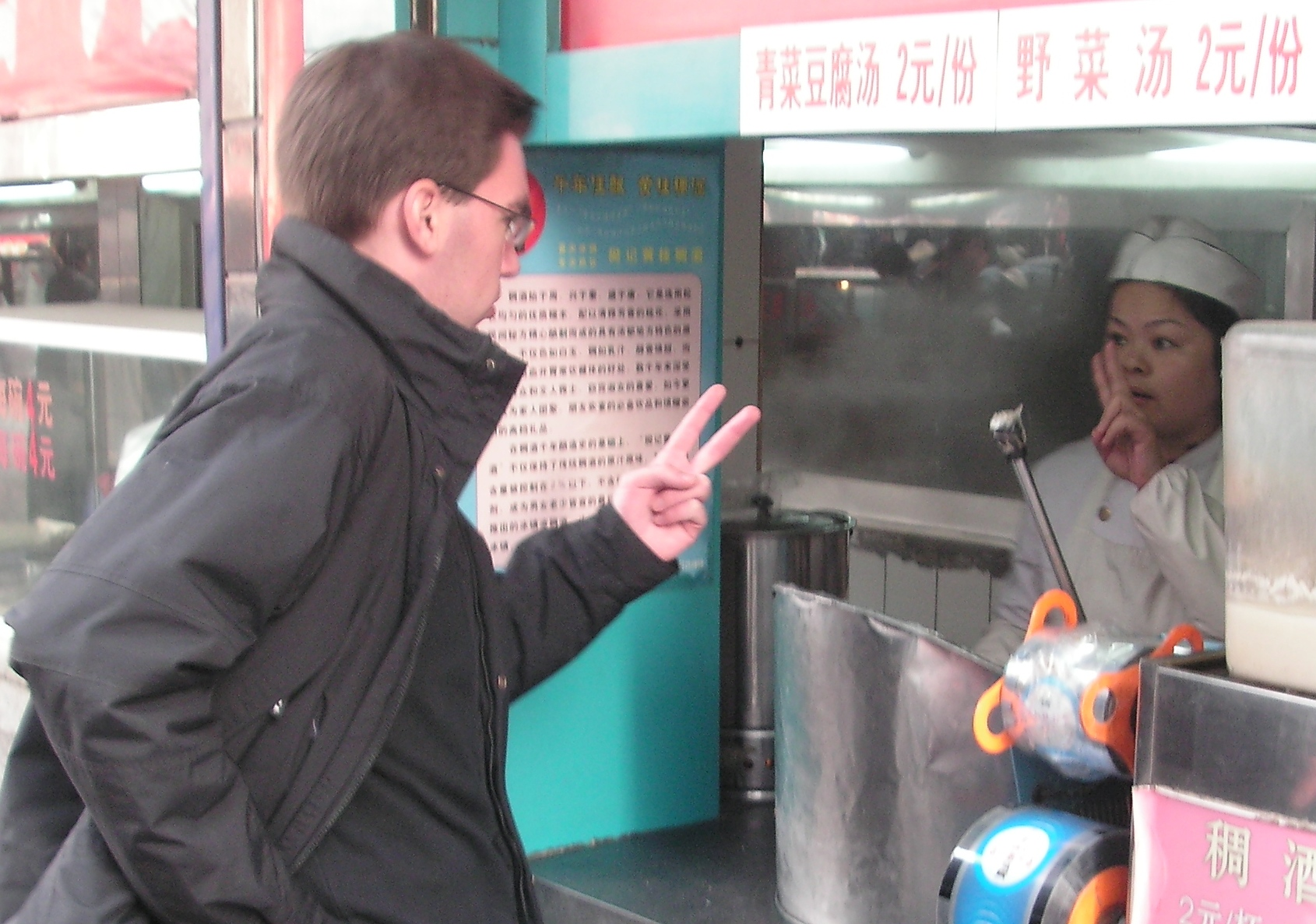
Giao tiếp phi ngôn ngữ giữa hai người tại Tây An, Trung Quốc.

Giao tiếp phi ngôn ngữ giữa con người là sự giao tiếp bằng cách gửi và nhận những tín hiệu phi ngôn ngữ.
Nó bao gồm việc sử dụng những tín hiệu trực quan như ngôn ngữ cơ thể (cử chỉ), khoảng cách (không gian giao tiếp), tính chất vật lý của giọng nói (hoạt ngôn) và tiếp xúc (xúc giác). Nó còn có thể bao gồm thời gian (sự sử dụng thời gian) và trực quan (giao tiếp bằng mắt và các hoạt động nhìn khi nói và lắng nghe, tần số của ánh mắt, sự giãn nở của đồng từ, hình mẫu cố định và tỉ lệ chớp mắt).
Một bài diễn văn chứa đựng những yếu tố phi ngôn ngữ được xem là hoạt ngôn, bao gồm chất lượng giọng nói, tốc độ, cao độ, âm lượng và phong cách nói, đồng thời với những đặc trưng của điệu tính như là nhịp điệu, ngữ điệu và trọng âm, còn văn bản chứa yêu tố phi ngôn từ là kiểu chữ viết tay, bố trí không gian giữa các từ động tạo ra thông tin ví dụ như biểu cảm khuôn mặt, cử chỉ và dáng điệu. Giải mã là quá trình giải thích các thông tin nhận được dựa theo những kinh nghiệm trước đó.
Chỉ một phần rất nhỏ của não bộ tham gia quá trình giao tiếp bằng ngôn ngữ. Giống như ở trẻ sơ sinh, giao tiếp phi ngôn ngữ được học từ giao tiếp cảm xúc xã hội, khiến cho khuôn mặt chiếm phần lớn hơn trong giao tiếp so với từ ngữ. Khi trẻ em biết giao tiếp bằng ngôn ngữ, chúng cũng bắt đầu nhìn biểu cảm khuôn mặt, âm điệu của giọng nói và những yếu tố phi ngôn ngữ một cách vô thức hơn.
Văn hóa đóng một vai trò quan trọng trong giao tiếp phi ngôn ngữ, và trên một phương diện nào đó nó có ảnh hưởng tới cách tổ chức các hoạt động học tập. Ví dụ như trong nhiều cộng đồng bản địa ở Mỹ, giao tiếp phi ngôn ngữ thường được chú trọng như một phương thức học tập có giá trị đối với trẻ em. Trong trường hợp này, học tập không phụ thuộc vào giao tiếp ngôn ngữ mà dựa vào giao tiếp phi ngôn ngữ nhiều hơn, giống như một phương thức cơ bản không chỉ để tổ chức sự tương tác cá nhân mà còn truyền đạt những giá trị văn hóa, và trẻ em sẽ học cách tham gia vào hệ thông này từ nhỏ.

## Tầm quan trọng

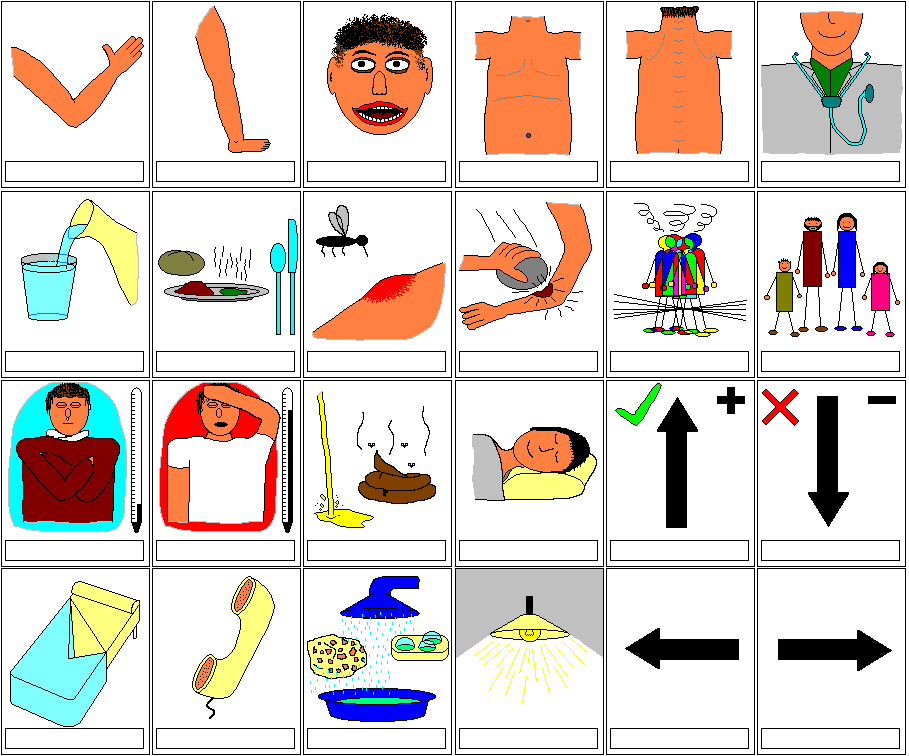
Bảng ký hiệu dành cho việc giao tiếp phi ngôn ngữ với bệnh nhân.

Giao tiếp phi ngôn ngữ chiếm tới 2/3 trong giao tiếp. Giao tiếp phi ngôn ngữ có thể miêu tả một thông điệp với cả giọng điệu và ký hiệu cơ thể và cử chỉ chính xác. Ký hiệu cơ thể bao gồm những đặc trưng vật lý, cử chỉ và ký hiệu có ý thức hay vô thức, cũng như sự giao thoa của không gian cá nhân. Thông điệp không đúng có thể được tạo ra nếu ngôn ngữ cơ thể không thể hiện chính xác thông điệp bằng ngôn ngữ. Giao tiếp phi ngôn ngữ sẽ trở thành điểm mạnh với ấn tượng đầu tiên trong những trường hợp thông thường giống như thu hút đối tượng hay trong phỏng vấn việc làm: thời gian tạo ra ấn tượng trung bình là trong 4 giây đầu tiên khi tiếp xúc. Lần đầu tiếp xúc hoặc tương tác với một người khác ảnh hưởng rất mạnh mẽ đến nhận thức của một người. Khi một hoặc một nhóm người tiếp nhận thông điệp, họ tập trung vào môi trường ngay xung quanh họ, nghĩa là những người khác sử dụng cả năm giác quan để tương tác: 83% thị giác, 11% thính giác, 3% khứu giác, 2% xúc giác và 1% vị giác.

## Lịch sử nghiên cứu
Khoa học bắt đầu nghiên cứu giao tiếp và hành vi phi ngôn ngữ từ năm 1872 với việc Charles Darwin cho xuất bản cuốn sách mang tên "Sự thể hiện của cảm xúc ở con người và động vật" (The Expression of the Emotions in Man and Animals). Trong cuốn sách này, Darwin cho rằng động vật có vú, bao gồm cả con người và động vật, thể hiện cảm xúc thông qua biểu hiện khuôn mặt. Ông đặt ra những câu hỏi như là: "Tại sao chúng ta có những nét mặt thể hiện cảm xúc giống như chúng?" và "Tại sao chúng ta chun mũi khi cảm thấy chán ghét và nhe răng khi chúng ta tức giận?" Darwin cho rằng những nét mặt này là những thói quen từ xa xưa, từ sớm đã là những hành vi mang những chức năng đặc trưng và trực tiếp trong lịch sử tiến hóa của chúng ta. Ví dụ như, một loài dùng cách cắn để tấn công, thì việc nhe nanh là một hành động quan bắt buộc trước mỗi cuộc tấn công và nhăn mũi là giảm các mùi hôi bị hít phải. Điều đó lý giải cho câu hỏi tại sao những nét mặt ấy vẫn tồn tại ngày cả khi chúng không còn phục vụ cho mục đích ban đầu, những tiền bối của Darwin đã phát triển một lời giải thích rất có giá trị. Theo Darwin, con người tiếp tục tạo ra những nét mặt ấy vì chúng đã trở thành giá trị giao tiếp trong suốt lịch sử tiến hóa. Nói theo cách khác, người ta dùng nét mặt như một biểu hiện biểu hiện bên ngoài của những yếu tố bên trong. Mặc dù cuốn "Sự thể hiện của cảm xúc ở con người và động vật" khồng phải là một trong những cuốn sách thành công nhất của Darwn về chất lượng hay và ảnh hưởng đối với lĩnh vực của nó, nhưng ý tưởng ban đầu của ông mở đầu cho những nghiên cứu đa dạng về loại hình, hiệu ứng và sự thể hiện của giao tiếp và hành vi phi ngôn ngữ.
Mặc dù giao tiếp phi ngôn ngữ đã được biết đến từ những năm 1800, nhưng sự xuất hiện của thuyết tương đối hành vi vào năm 1920 khiến những nghiên cứu chuyên sâu về giao tiếp phi ngôn ngữ bị chững lại. Thuyết tương đối hành vi được xem như học thuyết nghiên cứu mô tả hành vi của con người thông qua những điều kiện. Những nhà nghiên cứu hành vi như B.F. Skinner huấn luyện chim bồ câu tham gia và nhiều hành vi để chứng minh bằng cách nào động vật tham gia vào hành vi khi có phần thưởng.
Trong khi đa số nhà tâm lý học đang khám phá thuyết tương đối hành vi, nghiên cứu về giao tiếp phi ngôn ngữ được bắt đầu năm 1955 bởi Adam Kendon, Albert Scheflen và Ray Birdwhistell. Họ phân tích một bộ phim bằng cách sử dụng một phương pháp phân tích được gọi là phân tích bối cảnh. Phân tích bối cảnh là phương pháp sao chép hành vi quan sát được vào một bảng mã hóa. Phương pháp này sau đó được sử dụng trong nghiên cứu trình tự và cấu trúc trong sự chào hỏi của con người, những hành vi xã giao trong các buổi tiệc và chức năng của tư thế con người trong khi tương tác giữa các cá nhân. Birdwhistell là người đi tiên phong trong việc nghiên cứu giao tiếp phi ngôn ngữ, và ban đầu được ông gọi là ý nghĩa cử chỉ. Ông ước tính rằng con người có thể tạo ra và nhận dạng được khoảng 250.000 biểu cảm khuôn mặt.
Nghiên cứu về giao tiếp phi ngôn ngữ trở nên bùng nổ vào giữa những năm 1960 với một lượng lớn nhà nghiên cứu và các nhà tâm lý học. Điển hình như Argyle và Dean, họ đã nghiên cứu về mối quan hệ giữa giao tiếp bằng mắt và khoảng cách khi đối thoại. Ralph V. Exline thì đưa ra các hình mẫu của kiểu nhìn trong khi nghe và nói. Eckhard Hess tạo ra hàng loạt những nghiên cứu liên quan đến sự giãn nở của đồng tử và được xuất bản trong cuốn Khoa học Hoa Kỳ. Robert Sommer nghiên cứu mối quan hệ giữa không gian cá nhân và môi trường. Robert Rosenthal khám phá ra rằng sự kỳ vọng tạo ra bởi những giáo viên và nhà nghiên cứu có thể ảnh hưởng tới kết quả của họ, và hơn thế, những tín hiệu giao tiếp phi ngôn ngữ đóng một vai trò quan trọng trọng quá trình này. Albert Mehrabian nghiên cứu về tín hiệu phi ngôn ngữ của sở thích và sự gần gũi. Vào những năm 1970, rất nhiều cuốn sách học thuật tâm lý đã tổng hợp về nghiên cứu sự phát triển của cơ thể, điển hình là Shirley Weitz với "Giao tiếp phi ngôn ngữ" và Marianne LaFrance cùng Clara Mayo với "Chuyển động cơ thể". Những cuốn sách nổi tiếng bao gồm "Ngôn ngữ cơ thể" (của Fast, 1970), đã tập trung vào phương thức sử dụng giao tiếp phi ngôn ngữ thu hút những người khác; cuốn "Làm cách nào để hiểu một người như đọc một cuốn sách" (Nierenberg và Calero, 1971) đã kiểm chứng những hành vi phi ngôn ngữ trong các tình huồng đàm phán. Tạp chí về Môi trường tâm lý học và hành vi phi ngôn ngữ cũng được thành lập năm 1978.

## Ấn tượng ban đầu
Chỉ mất 1/10 giây để ai đó đánh giá và đưa ra những ấn tượng đầu tiên của họ. Ấn tượng ban đầu là một đối tượng giao tiếp phi ngôn ngữ bền vững. Cách một người miêu tả bản thân mình trong lần gặp gỡ đầu tiên chính là tuyên ngôn phi ngôn ngữ với những người quan sát họ. "Ấn tượng ban đầu chính là ấn tượng bền vững". Nó có thể là ấn tượng tích cực hoặc ấn tượng tiêu cực. Ấn tượng tích cực có thể được tạo ra thông qua cách mà bạn thể hiện bản thân.Sự thể hiện có thể bao gồm cả trang phục và những yếu tố trực quan khác. Ấn tượng tiêu cực có thể vừa phụ thuộc vào sự thể hiện bản thân vừa phục thuộc vào định kiến. Ấn tượng ban đầu, mặc dù đôi khi dẫn đến những hiểu nhầm, nhưng trong nhiều trường hợp lại là mô tả chính xác về những người khác.

## Tư thế
Có rất nhiều kiểu định vị cơ thể khác nhau mô tả các tư thế nhất định, bao gồm thõng vai, ngẩng cao, dang rộng chân, hất hàm, đẩy vai về phía trước và khoanh tay. Những tư thế hoặc dáng đứng thể hiện bởi những cá nhân truyền đạt một loạt các thông tin cho dù nó tốt hay xấu. Tư thế có thể xác định mức độ tập trung hoặc liên quan của người tham gia, sự khác biệt trong trạng thái giữa những người tham gia giao tiếp, và mức độ yêu mến của một người đối với những người tham gia giao tiếp khác, dựa trên "sự cởi mở" của cơ thể.:9 Những nghiên cứu điều tra tác động của tư thế trên mối quan hệ giữa các cá nhân cho thấy hình ảnh phản chiếu các tư thế tương đồng, khi mà bên trái của người này tương đương với bên phải của người khác, dẫn đến nhận thức tốt của người tham gia giao tiếp và những lời nói tích cực; một người đổ người về phía trước hoặc là về phía sau cũng tượng trưng cho tâm lý tích cực trong khi giao tiếp.
Tư thế cũng có thể có tính liên kết với tình huống, đó là khi một người thay đổi tư thế của họ phụ thuộc việc họ ở trong tình huống nào.

## Trang phục
Trang phục là một trong những dạng phổ biến nhất của giao tiếp phi ngôn ngữ. Nghiên cứu về trang phục và phụ kiện như một phương thức của giao tiếp phi ngôn ngữ được biết đến như nghệ thuật thời trang hay phụ kiện. Các kiểu trang phục mà mỗi cá nhân mặc sẽ truyền tải những tín hiệu phi ngôn ngữ về cá tính, xuất thân và tình trạng tài chính của cô ấy hoặc anh ấy và cách mà những người khác phản ứng với họ. Trang phục của một cá nhân có thể chứng tỏ văn hóa, tâm trạng, mức độ tự tin, sở thích, tuổi tác, quyền lực và tôn giáo/hệ giá trị của họ. Ví dụ, đàn ông Do Thái thường mặc yamakas để thể hiện niềm tin tôn giáo của họ trong giao tiếp. Tương tự, trang phục có thể truyền tải tính dân tộc của một hay một nhóm người, ví dụ như đàn ông Scotland thường mặc kilts để tôn vinh văn hóa của họ.
Bên cạnh việc truyền tải tôn giá và tính dân tộc của một người, trang phục có thể sử dụng như một tín hiệu phi ngôn ngữ để thu hút những người khác. Đàn ông và phụ nữ có thể trưng diện bản thân với phụ kiện và thời trang cao cấp để thu hút đối tượng mà họ chú ý tới. Trong trường hợp này, trang phục được sử dụng như một dạng tự thể hiện khi mà một người có thể phô trương sức mạnh, sự giàu có, sức hấp dẫn giới tính hoặc sự sáng tạo của mình. Một nghiên cứu về trang phục của những phụ nữ đến các vũ trường tại Vienna, nước Áo, cho thấy một nhóm phụ nữ nhất định (đặc biệt là những người phụ nữ độc thân), trang phục của họ tương quan với động lực đối với tình dục và mức độ hóc môn tình dục, đặc biệt là sự phô bày da thịt và sự mỏng manh của chất liệu vải.
Cách mà một người trưng diện nói lên rất nhiều điều về cá tính của người đó. Trên thực tế, một nghiên cứu đã được thực hiện tại Đại học Bắc Carolina, đã so sánh cách mà nữ giới chưa tốt nghiệp chọn trang phục với kiểu cá tính của họ. Nghiên cứu này cho thấy nữ giới chọn trang phục "đầu tiên là vì sự thoải mái và có tính thực dụng, trông tự tin và có tính điều chỉnh xã hội cao" (theo "Tạp chí Sarasota" số 38). Những phụ nữ không thích xuất hiện ở nơi đông đức thường có quan điểm và tín ngưỡng bảo thủ và truyền thống hơn. Trang phục, mặc dù là phi ngôn ngữ, nhưng lại nói lên cá tính của bạn. Cách mà một người chọn trang phục thường bắt nguồn từ những động cơ sâu bên trong như là cảm xúc, kinh nghiệm và văn hóa. Trang phục thể hiện bạn là ai, hoặc hơn thế, bạn muốn trở thành ai vào ngày đó. Nó cho thấy những người mà bạn muốn liên kết với họ và nơi nào là phù hợp với bạn. Trang phục có thể khởi đầu một mối quan hệ, vì bạn đang gợi ý cho những người khác về bạn giống như thế nào (theo "Tạp chí Sarasota" số 38).

## Cử chỉ
Cử chỉ được tạo nên bởi tay, cánh tay hoặc cơ thể, và cũng bao gồm cả chuyển động của đầu, khuôn mặt và mắt, ví dụ như nháy mắt, gật đầu hoặc đảo mắt. Mặc dù những nghiên cứu về cử chỉ vần còn sơ sài, nhưng một số nhóm cử chỉ chính đã được xác định bởi các nhà nghiên cứu. Những cử chỉ phổ biến nhất được gọi là cử chỉ biểu trưng và cử chỉ trích dẫn. Những cử chỉ này có tính tập quán, những cử chỉ mang đặc trưng văn hóa có thể sử dụng thay thế cho ngôn ngữ, ví dụ như vẫy tay được sử dụng trong văn hóa phương Tây để ám chỉ "xin chào" hoặc "tạm biệt". Mỗi cử chỉ biểu trưng có thể mang những ý nghĩa rất khác nhau trong những bối cảnh văn hóa khác nhau, từ khen ngợi cho tới cực kì khó chịu. Có một số cử chỉ mang tính toàn cầu ví dụ như nhún vai.
Cử chỉ cũng có thể phân chia thành hai nhóm là cử chỉ phụ thuộc vào lời nói và cử chỉ liên quan tới lời nói. Cử chỉ phụ thuộc vào lời nói phụ thuộc vào việc giải thích được chấp nhận về mặt văn hóa và có một ý nghĩa phi ngôn ngữ trực tiếp.:9 Một cái vẫy tay hay một biểu tượng "hòa bình" là ví dụ cho cử chỉ phụ thuộc vào lời nói. Cử chỉ liên quan đến lời nói được sử dụng song song với lời nói, dạng giao tiếp phi ngôn ngữ này dùng để nhấn mạnh thông điệp đang được truyền tải. Cử chỉ liên quan đến lời nói nhằm mục đích cung cấp thông tin bổ sung cho một thông điệp bằng lời như chỉ vào một vật thể trong cuộc tranh luận.
Biểu cảm khuôn mặt, hơn tất cả, phục vụ như một phương thức thực tế của giao tiếp. Với nhiều nhóm cơ kiểm soát một cách chính xác miệng, môi, mắt, mũi, trán và cằm, khuôn mặt con người được cho rằng có khả năng biểu hiện hơn mười ngàn cảm xúc khác nhau. Sự linh hoạt này khiến tính phi ngôn ngữ của khuôn mặt đặc biệt hiệu quả và chân thực, trừ khi có sự cố tình thao túng. Thêm vào đó, đa số những cảm xúc sau đây, bao gồm vui vẻ, buồn bã, tức giận, sợ hãi, ngạc nhiên, khó chịu, xấu hổ, đau khổ và thích thú mang tính toàn cầu.
Hiển thị của cảm xúc nói chung có thể chia thành hai nhóm: tiêu cực và tích cực. Cảm xúc tiêu cực thường biểu hiện bởi sự gia tăng căng thẳng trong các nhóm cơ: siết chặt cơ hàm, nhăn trán, nheo mắt hoặc mím môi (khi mà đôi môi gần như biến mất). Đối lập lại, cảm xúc tích cực được thể hiện thông qua sự nới lỏng của các nếp nhăn trên trán, thư giãn các cơ quanh phần miệng và mở to mắt. Khi một cá nhân thực sự thư giãn và thoải mái, thì đầu của họ cũng sẽ ngả sang một bên, để lộ ra phần cổ, nơi dễ bị tổn thương nhất. Đây là tư thế thoải mái cao độ nhất, thường nhìn thấy trong giai đoạn tán tỉnh, và gần như không thể bắt chước trong khi căng thẳng hoặc nghi ngờ.
Cử chỉ có thể chia thành ba nhóm:

### Mô phỏng
Một số chuyển động của bàn tay không được coi là cử chỉ. Chúng bao gồm các thao tác đối với cả người và một số vật dụng (ví dụ như quần áo, bút chì, mắt kính) – các loại chuyển động mà một người thường làm bằng tay như gãi, cựa quậy, cọ xát, chạm và gõ nhịp. Những hành động đó được gọi là mô phỏng. Những chuyển động này có thể không có ý nghĩa liên quan đến lời nói mà nó đi cùng nhưng có thể coi là cơ sở để xác định khuynh hướng cảm xúc của người nói (lo lắng, khó chịu, buồn chán)

### Biểu tượng
Những chuyển động của bàn tay khác lại được coi là cử chỉ. Chúng là những chuyển động với một ý nghĩa cụ thể, có tính quy ước được gọi là cử chỉ mang tính biểu tượng. Những cử chỉ tượng trưng quen thuộc bao gồm "vung tay", "tạm biệt" và "ngón tay cái hướng lên". Đối lập với cử chỉ mô phỏng, cử chỉ mang tính biểu tượng được sử dụng một cách có chủ định và phục vụ một chức năng giao tiếp rõ ràng. Mỗi nền văn hóa có những quy ước về cử chỉ của riêng họ, mà một số là đặc biệt đối với một nền văn hóa cụ thể. Những cử chỉ rất giống nhau có thể có những ý nghĩa rất khác biệt giữa các nền văn hóa. Cử chỉ mang tính biểu tượng thường được dùng thay thế cho lời nói, nhưng cũng có thể dùng kèm với lời nói.

### Đối thoại
Nằm giữa cử chỉ mô phỏng và cử chỉ mang tính biểu tượng chính là cử chỉ đối thoại. Những cử chỉ này không bổ sung cho hành động hay từ ngữ nhưng lại đi kèm với lời nói. Những cử chỉ đối thoại là chuyển động của bàn tay đi kèm với lời nói hoặc là có liên quan tới lời nói mà chúng đi kèm. Chính vì chúng luôn đi kèm với lời nói nên cử chỉ đối thoại không bao giờ thấy trong trường hợp vắng mặt lời nói và chỉ được tạo ra bởi những người đang nói.

## Khoảng cách
Theo Edward T.Hall, khoảng không mà chúng ta duy trì giữa chúng ta và những người chúng ta đang giao tiếp cho thấy tầm quan trọng của những nghiên cứu về không gian giao tiếp. Trong quá trình này, cách mà chúng ta cảm nhận đối với những người khác trong những thời điểm đặc biệt được ghi nhận. Trong nền văn hóa Mỹ, Hall xác định bốn vùng khoảng cách cơ bản: (i) khoảng cách thân mật (từ tiếp xúc tới 45 cm), (ii) khoảng cách cá nhân (từ 45 cm tới 1,2m), (iii) khoảng cách xã hội (từ 1,2m đến 3,6m), (iv) khoảng cách công cộng (lớn hơn 3,6m). Khoảng cách thân mật được coi là thích hợp với những mối quan hệ quen thuộc và thể hiện sự gần gũi và tin tưởng. Khoảng cách cá nhân vẫn khá gần nhưng luôn giữ khoảng cách "một cánh tay" với một người khác – khoảng cách thoải mái nhất cho hầu hết quan hệ của chúng ta. Khoảng cách xã hội sử dụng trong giao tiếp trong các mối quan hệ công việc và đôi khi là trong phòng học. Khoảng cách công cộng xảy ra trong trường hợp giao tiếp hai chiều không cần thiết hoặc không khả thi.:137

## Giao tiếp bằng mắt

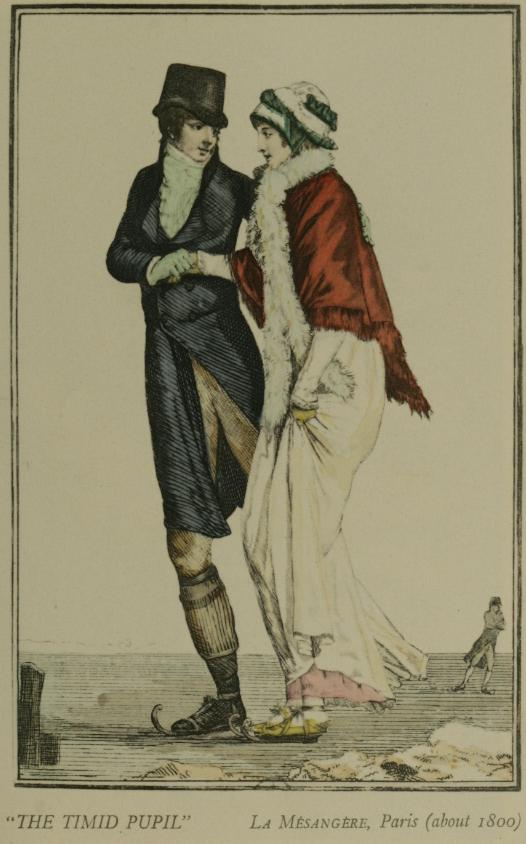
Thông tin về mối quan hệ và ảnh hưởng của hai người thể hiện thông qua cử chỉ cơ thể và giao tiếp bằng mắt.

Một ví dụ cho giao tiếp bằng mắt là khi hai người nhìn vào mắt nhau cùng một lúc, nó là phương thức giao tiếp phi ngôn ngữ cơ bản chỉ ra sự gắn bó, sự quan tâm, sự chú ý và sự liên quan. Nhiều nghiên cứu đã tìm ra rằng con người dùng mắt của họ để biểu hiện sự thích thú. Nó bao gồm những ghi nhận về tần số của hoạt động nháy mắt và sự chuyển động của lông mày. Sự hờ hững được đặc biệt chú ý khi không có hoặc chỉ rất ít giao tiếp bằng mắt được thực hiện trong môi trường xã hội. Tuy nhiên khi cá nhân thể hiện sự quan tâm thì đồng tử sẽ dãn ra.
Theo Eckman, "Giao tiếp (còn được gọi trao đổi ánh mắt) là một kênh chính của giao tiếp phi ngôn ngữ. Mà trong đó thời gian của việc giao tiếp bằng mắt là quan trong nhất". Nói chung, thời gian giao tiếp bằng mắt được thiết lập giữa hai người càng lâu thì mức độ thân mật càng cao. bao gồm hành động nhìn trong khi nói chuyện và lắng nghe. Độ dài của thời gian và tần số của ánh mắt, sự giãn nở của đồng tử, tần số chớp mắt đều là những tín hiệu giao tiếp phi ngôn ngữ quan trọng. "Sự thân thiết nhìn chung sẽ tăng lên khi sự trao đổi ánh mắt tăng lên".
Cũng giống như cách phát hiện ra sự thiếu quan tâm, sự lừa dối cũng có thể quan sát được từ con người. Hogan cho rằng "Khi một người muốn lừa dối thì mắt của họ sẽ chớp nhiều hơn. Những hoạt động của mắt giống như một chỉ số cho thấy sự chân thành hoặc lừa dối". Cả tín hiệu ngôn ngữ và phi ngôn ngữ đều hữu ích trong việc phát hiện sự lừa dối. Điển hình như những người có thể phát hiện nói dối thông qua sự nhất quán của lời nói nhưng điều này có thể hé lộ họ phát hiện nói dối tốt thế nào. Những người lừa dối và những người chân thành sẽ thể hiện những dạng tín hiệu ngôn ngữ và phi ngôn ngữ khác nhau, điều mà sẽ được giữ trong tâm trí. Hơn nữa, điều quan trọng cần được nhắc đến là việc hiểu về nền văn hóa của một người sẽ ảnh hưởng đến mức độ dễ dàng trong phát hiện nói dối bởi vì những tín hiệu phi ngôn ngữ có thể khác nhau phụ thuộc vào văn hóa. Ngoài giao tiếp bằng mắt, những tín hiệu phi ngôn ngữ về khía cạnh sinh lý có thể kể đến là nhịp tim cũng như mức độ đổ mồ hôi. Ngoài ra anh mắt không thiện cảm cũng có thể dự đoán cho sự lừa dối. Ánh mắt ác cảm chính là sự tránh né giao tiếp bằng mắt. Giao tiếp bằng mắt và biểu cảm khuôn mặt cung cấp những thông tin xã hội và cảm xúc quan trọng. Nhìn chung, như Pease nói, "Hãy tạo ra lượng giao tiếp bằng mắt khiến mọi người cảm thấy thoải mái. Trừ khi văn hóa của họ không cho phép, người biết điều khiển ánh mắt thường được tín nhiệm hơn những người không điều khiển ánh mắt".
Trong khi che giấu lời nói dối, giao tiếp phi ngôn ngữ khiến việc nói dối trở nên dễ dàng hơn mà không bị phát hiện. Đây là kết quả của một nghiên cứu mà người tham gia được thẩm vấn những người bị buộc tội ăn cắp ví tiền. Những người được hỏi đã nói dối trong khoảng 50% các trường hợp. Mọi người có quyền truy cập vào ghi chép bằng văn bản, băng ghi âm hoặc băng ghi hình của buổi tra hỏi. Càng nhiều những tín hiệu có sẵn mà họ được nhìn thấy, thì xu hướng đánh giá những người thực sự đang nói dối là đáng tin lại càng tăng lên. Có nghĩa là những người nói dối giỏi có thể sử dụng giọng nói, âm sắc và biểu cảm khuôn mặt để thể hiện rằng họ đáng tin. Trái ngược với những điều thường được tin tưởng, một người nói dối không phải lúc nào cũng tránh sự giao tiếp bằng mắt. Trong nỗ lực để thuyết phục, người nói dối cố tình giao tiếp bằng mắt nhiều hơn với những người thẩm vấn hơn là những người nói thật. Tuy nhiên, có rất nhiều ví dụ về tín hiệu nói dối, được truyền tải bởi kênh giao tiếp phi ngôn ngữ, qua đó người nói dối được cho là vô tình cung cấp manh mối về kiến thức che giấu hoặc ý kiến thực tế. Đa số nghiên cứu về tín hiệu phi ngôn ngữ dung để lừa dối dựa trên những cảnh quay mã hóa của con người (c.f. Vrij, 2008), tuy nhiên trong thời gian gần đây cũng có những nghiên cứu về sự khác biệt về chuyển động cơ thể giữa những người nói thật và nói dối bằng cách sử dụng hệ thống tự động ghi hình chuyển động cơ thể.

## Giao lưu văn hóa
Trong khi "nói chuyện" được cho rằng mang tính truyền thống thì giao tiếp phi ngôn ngữ lại chứa đựng những ý nghĩa mang tính biểu tượng và chính xác cao, tương tự như giao tiếp bằng ngôn ngữ. Tuy nhiên giao tiếp phi ngôn ngữ lại thể hiện thông qua việc sử dụng các cử chỉ, thay đổi của tư thế và thời gian giao tiếp. Sắc thái đối với các khía cạnh khác nhau của giao tiếp phi ngôn ngữ được tìm thấy trong nhiều nền văn hóa khác nhau trên toàn thế giới. Những khác biệt này thường dẫn tới việc bất đồng giao tiếp giữa những người có nền văn hóa khác nhau, mặc dù họ không có ý xúc phạm. Sự khác biệt có thể dựa trên sự ưu tiên trong phương thức giao tiếp, ví dụ như người Trung Quốc, những người thường thích sự yên lặng sau khi giao tiếp bằng lời nói.:69 Sự khác biệt thậm chí còn dựa trên cách mà nền văn hóa nhận thức về dòng chảy thời gian. Dòng thời gian, cách mà con người khiểm soát thời gian, có thể được nhận thấy bằng hai cách: phức thời, nghĩa là một người thực hiện nhiều hoạt động cùng một lúc, thường phổ biến ở Ý và Tây Ban Nha hoặc đơn thời, khi một người chỉ thực hiện một hành động tại một thời điểm, thường phổ biến ở Mỹ.:422 Bởi giao tiếp phi ngôn ngữ có thể đa dạng nhờ vào những hệ cử chỉ, ánh mắt, trang phục, tư thế, phương hướng hoặc thậm chí cả những dấu hiệu đến từ môi trường xung quanh ví dụ như ánh sáng – cho nên có rất nhiều khía cạnh trong sự khác biệt văn hóa.:8

### Cử chỉ
Cử chỉ thật sự sinh động giữa các nền văn hóa trong cách mà nó được sử dụng cũng như ý nghĩa mà chúng biểu thị cho. Một ví dụ phổ biến là chỉ tay. Ở Mỹ, chỉ tay là cử chỉ của một ngón tay hoặc cả bàn tay để xác định hoặc nghĩa là "hãy tới đây" khi gọi một chú chó. Nhưng chỉ tay bằng một ngón tay cũng có thể bị coi là hành động thô lỗ với một vài nền văn hóa. Những người thuộc nền văn hóa Á châu thường dùng cả bàn tay để trỏ một thứ gì đó. Một vài ví dụ khác có thể được nhắc tới như việc bạn thè lưỡi của mình ra. Ở các nước châu Âu, đó có thể bị xem là một sự nhạo bang, nhưng ở Polynesia nó lại được dùng như lời chào hỏi hoặc biểu hiện của sự tôn kính.:417 Vỗ tay là cách để tán thưởng tại Bắc Mỹ, tuy nhiên ở Tây Ban Nha đó lại là cách để gọi phục vụ bàn trong nhà hang. Cũng tồn tại sự khác biệt khi gật đầu và lắc đầu để xác định sự đồng thuận hay bất đồng. Những người Bắc Âu gật đầu theo hướng lên và xuống để nói "có" và lắc đầu từ bên này qua bên kia để nói "không". Thế nhưng người Hy Lạp lại có ít nhất ba nghìn năm sử dụng việc hất đầu lên trên để thế hiện sự từ chối và cúi đầu xuống thể hiện sự đồng ý.:417 Cũng có rất nhiều kiểu vẫy chào tạm biệt: Người Mỹ hướng lòng bàn tay ra phía ngoài và vẫy tay từ bên này qua bên kia, người Ý thì hướng lòng bàn tay về phía trong và chỉ ngón tay về phía người đối diện, người Pháp và người Đức thì đưa tay bàn tay theo chiều ngang, và chuyển động ngón tay theo hướng người rời đi. Đồng thời, có một chú ý quan trọng rằng các cử chỉ thường được sử dụng trong trường hợp ít mang tính trang trọng và được sử dụng nhiều ở trẻ nhỏ.:417 Also, it is important to note that gestures are used in more informal settings and more often by children.:417

### Biểu cảm
"Đối với nhiều nền văn hóa, ví dụ như văn hóa Ả Rập hay I-ran, người ta thường dễ dàng thể hiện sự đau buồn. Họ than than khóc thành tiếng, trong khi các nền văn hóa châu Á lại có quan niệm chung rằng cảm xúc không nên thể hiện một cách công khai." Đối với các nước Phương Tây, tiếng cười là dấu hiệu của sự giải trí, nhưng ở một số vùng của châu Phi, tiếng cười là một dấu hiệu của sự ngạc nhiên hay bối rối.:417 Trong từng nền văn hóa, cảm xúc được biểu hiện khác nhau. Người Mỹ bản địa có xu hướng dè dặt và ít bộc lộ cảm xúc hơn.:44 Việc tiếp xúc cơ thể thường phổ biến với người Mĩ; Tuy nhiên, những hành động như đụng chạm, vuốt ve, ôm hoặc hôn nhau lại ít gặp và ít thể hiện công khai ở Trung Quốc.:68

### Hành động phi ngôn ngữ
Theo Matsumoto và Juang, những hành động phi ngôn ngữ của những người khác nhau chỉ ra những kênh giao tiếp quan trọng. Hành động phi ngôn ngữ nên phù hợp và hài hòa với thông điệp được thể hiện, nếu không sẽ xảy ra sự mơ hồ. Ví dụ như một cá nhân thông thường không nên mỉm cười và có cử chỉ phóng khoáng khi đề cập đến một thông điệp buồn. Tác giả chỉ ra rằng việc nhận thức về giao tiếp phi ngôn ngữ là rất quan trọng, đặc biệt là khi so sánh những cử chỉ, ánh mắt và giọng nói giữa các nền văn hóa. Văn hóa Mỹ La tinh khích lệ những lời nói lớn kèm cử chỉ, văn hóa Trung Đông lại tương đối khiêm tốn trước công chúng và không biểu lộ nhiều. Trong các nền văn hóa, những nguyên tắc khác nhau được hình thành đối với việc ngắm nhìn hay nhìn chăm chú. Phụ nữ có thể đặc biệt tránh né giao tiếp bằng mắt với nam giới vì đó có thể hiểu như một dấu hiệu của ham muốn tình dục. Trong một vài nền văn hóa, ánh nhìn chăm chú được cho là biểu hiện của tôn trọng. Với văn hóa Phương Tây, ánh nhìn chăm chú thể hiện sự tập trung và sự chân thật. Trong văn hóa Tây Ban Nha, châu Á, Trung Đông và Mỹ bản địa, giao tiếp bằng mắt có thể bị coi là thô lỗ hoặc thiếu tôn trọng, thiếu sự giao tiếp bằng mắt không có nghĩa là ai đó không tập trung. Giọng nói cũng là một phạm trù biển đổi theo các nền văn hóa. Phụ thuộc vào nền văn hóa có mang tính hướng ngoại hay không mà các biến thể của giọng nói có thể miêu tả những phản ứng khác nhau.
Khoảng cách vật lý được chấp nhận cũng có sự khác biệt lớn trong giao tiếp phi ngôn ngữ giữa các nền văn hóa. Với người Mỹ La tinh và người Trung Đông khoảng cách vật lý được chấp nhận ngắn hơn rất nhiều so với đa số người châu Âu và người Mỹ có thể cảm thấy thoải mái. Đó là lý do tại sao người Mỹ và người châu Âu cảm thấy bị người khác xâm chiếm không gian cá nhân của minh khi đứng quá gần, trong khi những người khác lại tò mò vì sao người Mỹ/người châu Âu lại đứng xa họ. Ngoài ra, đối với người Mỹ La tinh, Pháp và Ả Rập khoảng cách giữa con người gần hơn rất nhiều so với người Mỹ; thông thường với những nhóm có khoảng cách gần, khoảng cách giữa người yêu là 30 cm, từ 45 cm đến 1.2m là khoảng cách cho gia đình và bạn bè và từ 1.2m đến 3.6m đối với người lạ.:421 Ngược lại, đa phần người Mỹ bản xứ duy trì khoảng cách để bảo vệ bản thân.:43

### Giáo dục trẻ em trong cộng đồng bản xứ Mỹ
Giao tiếp phi ngôn ngữ được dùng phổ biến như một cơ sở để học tập trong cộng đồng người Mỹ bản xứ. Giao tiếp phi ngôn ngữ là cốt lõi của sự tham gia hợp tác trong các hoạt động chia sẻ, ví dụ như trẻ em trong cộng đồng bản xứ Mỹ sẽ học cách tương tác bằng cách sử dụng giao tiếp phi ngôn ngữ thông quan việc quan sát những người trưởng thành. Giao tiếp phi ngôn ngữ cho phép một sự quan tâm liên tục bằng sự quan sát và các tín hiệu tới người học khi sự tham gia là cần thiết. Trong nghiên cứu đối với trẻ em Mỹ gốc Mê-xi-cô (được coi là có gốc bản xứ) và trẻ em Mỹ gốc châu Âu trong các đoạn băng về sự hợp tác của trẻ em mà không hề nói chuyện đã chỉ ra rằng trẻ em Mỹ gốc Mê-xi-cô giống như đang có nhiều hành động hợp tác hơn, có nghĩa là những đứa trẻ trong đoạn bang này đang "nói bằng bàn tay và ánh mắt của chúng".
Tính chất chủ đạo của kiểu giáo dục bằng giao tiếp phi ngôn ngữ là trẻ em có cơ hội được quan sát và tương tác với tất cả các phần của hoạt động. Nhiều trẻ em bản xứ Mỹ thường tiếp xúc gần gũi với người lớn và số còn lại thậm chí thể hiện những hành động một cách thuần thục. các vật dụng và nguyên liệu trở nên quen thuộc với trẻ em giống như là những hoạt động đó là một phần bình thường của cuộc sống hàng ngày. Giáo dục được hoàn thiện trong một môi trường bối cảnh hóa hoàn toàn chứ không phải một bài giảng thiết kế sẵn. Ví dụ như sự tham gia trực tiếp của những trẻ em Muzahua thực hiện tại các phiên chợ được sử dụng như một kiểu tổ chức tương tác qua lại dành cho việc giáo dục mà không có hướng dẫn bằng ngôn ngữ. Trẻ em học cách làm thế nào để chạy một quầy hàng, tham gia vào việc chăm sóc và các trách nhiệm cơ bản thông qua những hoạt động phi định hướng, với đầy đủ động lực để tự nguyện tham gia vào bối cảnh. Việc không hướng dẫn hay định hướng trẻ em một cách rõ rang dạy chúng cách phối hợp trong một nhóm cộng tác nhỏ để giải quyết một vấn đề thông qua sự đồng thuận và chia sẻ không gian. Sự độc lập nhưng đoàn kết trong thực hành của người Mazahua chỉ ra rằng các hoạt động tương tác hàng ngày và những hoạt động ngoại khóa tạo nên sự đồng hóa bắt nguồn từ những kinh nghiệm xã hội phi ngôn ngữ. Bằng cách tham giam mỗi ngày vào các hoạt động tương tác, chúng đồng thời học được ý nghĩa văn hóa của những tương tác này. Kinh nghiệm của trẻ em đối với các tương tác xã hội có tổ chức bằng cách phi ngôn ngữ giúp hình thành quá trình đồng hóa.
Tại Tzotzil, trẻ nhỏ người Zinacantec giao tiếp với những người chăm sóc chúng thông qua những phương tiện phi ngôn ngữ mà được tổng hợp chung vào cơ cấu của xã hội cộng đồng, và cho chúng cơ hội được là một nhân tố xã hội tham gia vào cộng đồng. Trẻ nhỏ được tham gia vào cuộc nói chuyện giữa người lớn bằng cách giải thích bằng ngôn ngữ không lời của đứa trẻ, và chúng là một thành viên bên ngoài đồng thời được cả hai người hay cả tập thể giao tiếp hướng đến. Sự tham gia này của trẻ nhỏ trong những cuộc đối thoại của người lớn ảnh hưởng tới sự phát triển của chúng trong những cộng đồng này, giống như chúng có thể đảm đương một vai trò tích cực trong học hỏi từ lúc bập bẹ.
Trông một số cộng đồng bản xức Mỹ, có thể thấy rằng lý do chính của trẻ em khi lao động tại nhà là để cùng gia đình xây dựng sự đoàn kết, cũng giống như cách mà chúng khát khao xây dựng một quân đội với cộng đồng của mình. Đa số trẻ em bản xứ học được tầm quan trọng của việc đặt những công việc này dưới dạng giao tiếp phi ngôn ngữ. Bằng chứng của việt này có thể thấy được thông qua nghiên cứu trường hợp trẻ nhỏ được hướng dẫn các nhiệm vụ gấp giấy bằng cách quan sát tư thế và ánh mắt của những người hướng dẫn. Điều này được phản ánh thông qua gia đình và cộng đồng, giống như trẻ đang chờ đợi tín hiệu nào đó từ những người khác để phối hợp và cộng tác.
Sự hợp tác được nhắc đến trong phong cách giáo dục "Học hỏi bằng quan sát và cùng hợp tác". Các khía cạnh nổi bật đặc tính của sự hợp tác chính là sự phối hợp linh hoạt của một tập thể, hòa trộn các ý tưởng, các kiến nghị và tiến độ. Rất nhiều cộng đồng bản xứ có phong cách giáo dục này, và trẻ em với người lớn làm việc sát cánh như những đồng nghiệp. Trẻ em có thể hoàn thành một loạt các trách nhiệm bởi phụ huynh cho phép chúng tự do tham gia vào các công việc của người lớn ngay từ khi còn nhỏ. Ví dụ như những đứa trẻ nhập cư Mỹ thực hiện việc phiên dịch cho gia đình và thể hiện sự tự hào đối với sự đóng góp và định hướng hợp tác với cha mẹ của mình. Bằng việc tạo cơ hội để trẻ chứng minh tinh thần làm việc của mình, những người bản xứ thường nhìn nhận những đóng góp và sự cộng tác từ trẻ nhỏ, đặc biệt đối với những sáng kiến của chúng trong các bài học về sử dụng ngôn ngữ khuôn mặt và ngôn ngữ cơ thể từ khi còn nhỏ.
Một khía cạnh của giao tiếp phi ngôn ngữ là hỗ trợ truyền đạt những ý nghĩa chính xác và mang tính biểu tượng "đặt trong bối cảnh". Ý tưởng về việc nhiều trẻ em trong cộng đồng bản xứ Mỹ tham gia chặt chẽ vào các nỗ lực của cộng đồng, về cả mặt không gian và các mối quan hệ, giúp giao tiếp phi ngôn ngữ chứng minh rằng từ ngữ không phải lúc nào cũng cần thiết. Khi mà trẻ em liên quan mật thiết với bối cảnh của nỗ lực như một người tham gia tích cực, sự hợp tác dựa trên chia sẻ sự tham khảo, điều giúp cho phép, duy trì và phát triển giao tiếp phi ngôn ngữ. Ý tưởng về "sự gắn kết bối cảnh" cho phép giao tiếp phi ngôn ngữ trở thành mộ phương tiện giáo dục phổ biến với cộng đồng người Mỹ bản xứ vùng Alaska (Athabaskans và Cherokee). Bằng cách quan sát các tương tác xã hội đa dạng của gia đình và cộng đồng, sự tham gia của xã hội chủ yếu là thông qua giao tiếp phi ngôn ngữ. Ví dụ như khi trẻ em diễn đạt suy nghĩ hay ngôn từ bằng lời nói với người lớn, chúng luôn được mong rằng sẽ tạo ra cấu trúc lời nói một cách cẩn thận. Điều đó chứng minh rằng văn hóa khiêm tốn và tôn trọng là một chuỗi những hành vi của lời nói và các loại hình đàm thoại thể hiện yếu điểm và tự ti. Quá trình tự kiểm duyệt cẩn thận này minh họa cho văn hóa tương tác của người bản địa Mỹ Atthapaskin và Cherokee thường chủ yếu phụ thuộc vào giao tiếp phi ngôn ngữ.
Những tín hiệu giao tiếp phi ngôn ngữ được sử dụng bởi đa số trẻ em của cộng đồng người Ấn Độ trong môi trường học đường của chúng. Điều này bao hàm sự tham khảo đối với cách thể hiện tôn giáo bằng các cử chỉ bàn tay cách điệu như ngôn ngữ trong gia tiếp của người bản địa Mỹ, giao tiếp bằng ngôn ngữ và phi ngôn ngữ sẽ kiềm chế cảm xúc bản thân, và những chuyển động của cấu trúc khuôn mặt thu hút sự chú ý của mắt trong quá trình giao tiếp trực diện. Bởi thế, trẻ em chỉ được tiếp cận các tình huống xã hội trong phòng học có thể gặp khó khăn với cách học tập chủ yếu thông qua lời nói. Đa số trẻ em Ấn Độ thu được nhiều lợi ích từ hình mẫu học tập phù hợp với giao tiếp phi ngôn ngữ cấu tạo bởi sự hợp tác, những cử chỉ truyền thống, học hỏi thông qua quan sát và chia sẻ kinh nghiệm.
Đáng chú ý là trong khi giao tiếp phi ngôn ngữ phổ biến hơn trong xã hội người Mỹ bản địa, nhưng giao tiếp bằng ngôn ngữ vẫn được sử dụng. Giao tiếp bằng ngôn ngữ không thể thay thế sự tham gia của một người vào các hoạt động nhưng có thể thay thế các hoạt động với vai trò hướng dẫn bổ sung hoặc phụ trợ cho việc hoàn thiện một hoạt động.

## Di truyền học
"Trong nghiên cứu giao tiếp phi ngôn ngữ, hệ bản tính (một hệ thống phức tạp các đường và mạng thần kinh trong não, bao gồm nhiều nhân khác nhau) là nơi bắt nguồn của hoạt động bởi vì đó là phần não bộ tương tác với thế giới xung quanh chúng ta theo phản xạ và ngay lập tức mà không có nhận thức trong thời gian thực." Đã có những bằng chứng rằng những tín hiệu giao tiếp phi ngôn ngữ của người này đối với người kia không thực sự liên quan tới môi trường xung quanh.
Khác với cử chỉ, những đặc điểm kiểu hình cũng có thể truyền tải thông điệp trong giao tiếp phi ngôn ngữ, ví dụ như màu mắt, màu tóc và chiều cao. Nghiên cứu về chiều cao cho thấy nhìn chung những người cao lớn thường được đánh giá là có ấn tượng hơn. Melamed và Bozionelos (1992) khi nghiên cứu về hình mẫu người quản lý tại Anh đã tìm ra rằng chiều cao chính là yếu tốt chính của những người được thăng tiến. Chiều cao cũng có thể mang lại lợi thế tuy nhiên cũng tạo ra áp lực. "Mặc dù người cao lớn thường được tôn trọng hơn so với người thấp bé, nhưng chiều cao đôi khi cũng có thể gây phương hại trong một vài khía cạnh khi giao tiếp một đối một, ví dụ như khi bạn cần 'nói chuyện ngang cấp' hay 'trao đổi bằng ánh mắt' với một người khác và không muốn bị đánh giá là quá khổ ngay từ khi bắt chuyện."

## Vận động và vị trí cơ thể

### Ý nghĩa cử chỉ
Thuật ngữ "ý nghĩa nghĩa cử chỉ" (kinesics) được sử dụng đầu tiên vào năm 1952 bởi Ray Birdwhistell, một nhà nhân chủng học nghiên cứu về cách con người giao tiếp thông qua tư thế, cử chỉ, thái độ và chuyển động. Một phần nghiên cứu liên quan tới làm những bộ phim về con người trong các tình huống xã hội và phân tích họ để chỉ ra những mức độ khác biệt của giao tiếp mà không được nhìn nhận một cách rõ rang. Một vài nhà nhân chủng học khác cũng nghiên cứu về ý nghĩa cử chỉ bao gồm Margaret Mead và Gregory Bateson
Dưới đây là một nghiên cứu về một số khía cạnh của ý nghĩa cử chỉ của khuôn mặt, ánh mắt, cử chỉ, tư thế, chuyển động cơ thể 
1. Khuôn mặt: Khuôn mặt và đôi mắt là phương tiện giao tiếp bằng cơ thể ấn tượng nhất. Nó có thể mang đến những phản ứng tích cực hoặc tiêu cực.
2. Giao tiếp bằng mắt: Đây chính là dạng giao tiếp mạnh mẽ nhất của giao tiếp phi ngôn ngữ. Nó tạo xây dựng nên một mối quan hệ cảm xúc giữa người nói và người nghe.
3. Cử chỉ: Những chuyển động của cơ thể để diễn đạt cho lời nói.
4. Tư thế: Những vị trí cơ thể của cá nhân thể hiện những thông điệp đa dạng.
5. Chuyển động cơ thể: được sử dụng để hiểu những điều mà con người đang giao tiếp thông qua cử chỉ và tư thế của họ.[24]:141

Thông điệp của ý nghĩa cử chỉ tinh tế hơn thông điệp của cử chỉ thông thường.:419 Thông điệp của ý nghĩa cử chỉ bao gồm tư thế, ánh nhìn và chuyển động của khuôn mặt.:419 Ánh nhìn của người Mỹ chỉ đủ gần để họ nhận ra sự có mặt của người khác, người Ả Rập lại có ánh nhìn mạnh mẽ vào mắt của đối phương còn một số người châu Phi tránh ánh mắt của người khác giống như một dấu hiệu của sự tôn trọng đối với cấp trên.:420

### Xúc giác: sự tiếp xúc trong giao tiếp

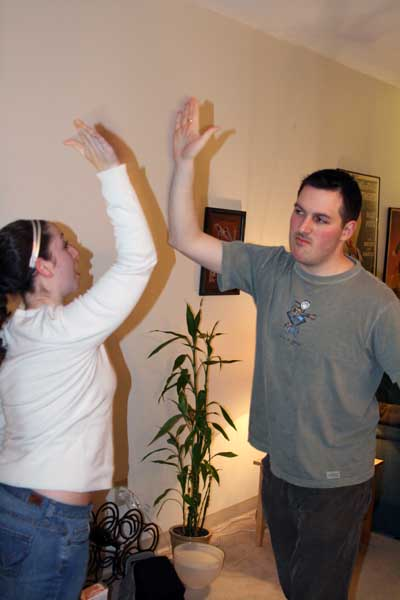
Đập tay là một ví dụ của giao tiếp bằng cách tiếp xúc

Nghiên cứu về xúc giác là nghiên cứu sự tiếp xúc dưới góc độ phi ngôn ngữ và giao tiếp xúc giác là cách mà con người và các loại động vật khác giao tiếp thông qua những tiếp xúc.
Sự tiếp xúc giữa con người có thể được xác định trong giao tiếp bao gồm bắt tay, nắm tay, hôn (má, môi, tay), vỗ lưng, đập tay, vỗ nhẹ vào vai và cọ vào cánh tay. Chạm vào một người có thể bao gồm liếm, nhấc lên, nắm giữ hoặc gãi.:9 Những hành động này được xem như là để "liên kết" hoặc "kể" và có thể gửi những thông điệp thể hiện ý định hay cảm xúc của người giao tiếp cũng như người lắng nghe. Những ý nghĩa được thể hiện thông qua tiếp xúc phụ thuộc sâu sắc vào văn hóa, bối cảnh của tình huống, mối quan hệ giữa những người giap tiếp và cách thức tiếp xúc.:10
Tiếp xúc thực sự là một giác quan quan trọng đối với con người, không chỉ cung cấp thông tin về bề mặt và cấu trúc nó còn là một yếu tố của giao tiếp phi ngôn ngữ trong các mối quan hệ giữa các cá nhân, và thể hiện mức độ thân mật về thể chất. Nó có thể biểu hiện cho tình dục (ví dụ như hôn môi) hay thuần khiết (như ôm hoặc cù).
Tiếp xúc là giác quan được phát triển sớm nhất ở các bào thai. Những trẻ sơ sinh được quan sát cho thấy có sự khó khăn trong duy trì sự sống nếu như không có xúc giác, ngay cả khi thị giác và thính giác vẫn được duy trì. Những em bé có thể cảm nhận qua việc tiếp xúc mặc dù thiếu thị giác hay thính giác dường như vẫn có điều kiện tốt hơn.
Ở loài tinh tinh thì xúc giác phát triển một cách mạnh mẽ. Khi mới sinh, chúng nghe và nhìn rất kém nhưng lại bám rất chặt vào tinh tinh mẹ. Harry Harlow (1958) đã tiến hành một thí nghiệm gây tranh cãi liên quan đến khỉ nâu và quan sát thấy nhưng chú khỉ được nuôi dưỡng bởi một "bà mẹ vải lông", một máy cho ăn được bọc bởi loại vải long mềm mang đến những khích thích và thoải mái tới xúc giác ở một mức độ nhất định. Những chú khỉ có ba mẹ thực sự được đánh giá là có cảm xúc ổn định hơn nhiều giống với khỉ trưởng thành hơn là những chú khỉ với "bà mẹ vải lông".
Sự tiếp xúc được xem là khác nhau giữa nước này với nước khác và mức độ chấp nhận của xã hội cũng đa dạng giữa các nền văn hóa (Remland, 2009). Ví dụ như trong văn hóa Thái Lan, chạm vào đầu của một người có thể bị coi là thô lỗ. Remland và Jones (1995) nghiên cứu những nhóm giao tiếp đã tìm ra rằng tiếp xúc hiếm khi xảy ra hơn tại Anh (8%), Pháp (5%) và Hà Lan (4%) so với Ý (14%) và Hy Lạp (12,5%). Đập, kéo, đẩy, véo, đá, bóp cổ và đấu tay đôi là những dạng tiếp xúc lạm dụng thể chất.

## Không gian giao tiếp
Không gian giao tiếp là nghiên cứu các khía cạnh văn hóa, hành vi và xã hội học với khoảng cách giữa hai cá nhân. Mỗi người đều giữ cho mình một khoảng không nhất định khi giao tiếp, giống như những quả bóng cá nhân. Khi được sử dụng như một loại tin hiệu giao tiếp phi ngôn ngữ, không gian giao tiếp giúp xác định không gian giữa hai các nhân trong khi tương tác. 
Có bốn loại hình của không gian giao tiếp với khoảng cách khác nhau phụ thuộc vào hoàn cảnh và những người có liên quan. Khoảng cách thân mật sử dụng trong những giao tiếp gần gũi như ôm, tiếp xúc hay thì thầm. Khoảng cách cá nhân dành cho tương tác với bạn thân và thành viên trong gia đình. Khoảng cách xã hội dành cho tương tác giữa những người quen biết. Nó thường được sử dụng ở nơi làm việc hoặc trường học – những nơi mà không xảy ra tiếp xúc thể chất. Khoảng cách công cộng dành cho người lạ hoặc diễn thuyết trước công chúng.

## Chức năng
Argyle (1970) đưa ra giả thuyết rằng ngôn ngữ nói thường được sử dụng để trao đổi thông tin về những sự kiện bên ngoài đối với người nói, những tín hiệu phi ngôn ngữ lại thường dùng để thiết lập và duy trì mỗi quan hệ giữa các cá nhân. Việc giao tiếp bằng hình thức phi ngôn ngữ được cho là lịch sự và tốt hơn là bằng ngôn ngữ, ví dụ như để tránh những tình huống xấu hổ.
Argyle (1988) kết luận rằng có 5 chức năng cơ bản của hành động phi ngôn ngữ cơ thể trong giao tiếp của con người:
- Thể hiện cảm xúc
- Thể hiện thái độ giữa các cá nhân
- Kết hợp với ngôn ngữ quản lý những dấu hiệu của tương tác giữa người nói và người nghe
- Tự giới thiệu về nhân cách của bản thân
- Nghi lễ (chào hỏi)

Liên quan đến bày tỏ thái độ giữa các cá nhận, sự gần giũ trong giao tiếp giữa các cá nhân thông qua một loạt hành động phi ngôn ngữ được xem như hành vi tức thời. Những ví dụ về hành vi tức thời là mỉm cười, tiếp xúc, tư thế cơ thể mở và giao tiếp bằng mắt. Văn hóa thể hiện những hành vi tức thời này được coi là văn hóa tiếp xúc cao.

## So sánh với giao tiếp bằng lời nói
Một câu hỏi thú vị là khi hai người đang giao tiếp mặt đối mặt thì bao nhiêu ý nghĩa được truyền tải bằng ngôn ngữ và bao nhiêu được truyền tải phi ngôn ngữ? Điều này được nghiên cứu bởi Albert Mehrabian và ghi lại trong hai bản thảo. Bản thảo thứ hai kết luận rằng: "hiệu ứng kết hợp truyền tải bởi ngôn ngữ, giọng điệu và thái độ khuôn mặt khi giao tiếp là tổng trọng số những hiệu ứng độc lập – với các hệ số tương ứng là 0,07, 0,38 và 0,55."
Từ đó, những nghiên cứu khác phân tích sự đóng góp tương đối của tín hiệu ngôn ngữ và phi ngôn ngữ dưới những tình huống tự nhiên hơn. Argyle dùng những băng hình để nghiên cứu các đối tượng, phân tích sự phục tùng/ chi phối của thái độ trong giao tiếp và thấy rằng những tín hiệu phi ngôn ngữ chiếm tới 4,3 lần tác động so với tín hiệu ngôn ngữ. Hiệu ứng quan trọng nhất chính là tư thế của cơ thể truyền đạt trạng thái giám sát một cách rất hiệu quả. Mặt khác, một nghiên cứu của Hsee et al. có những đối tượng đánh giá chỉ số vui/buồn của một người và thấy rằng chỉ một sự thay đổi nhỏ nhất trong ngữ điệu cũng tạo ra tác động gấp 4 lần những biểu hiện cảm xúc trong một bộ phim không có âm thanh. Vì thế, sự quan trọng tương dối giữa lời nói và biểu cảm khuôn mặt có thể rất khác biệt trong những nghiên cứu với thiết lập khác nhau.

### Tương tác
Trong khi giao tiếp, thông điệp phi ngôn ngữ có thể tương tác với thông điệp bằng ngôn ngữ bằng 6 cách: lặp lại, mâu thuẫn, bổ sung, thay thế, điều chỉnh và quản lý.

#### Mâu thuẫn
Sự mâu thuẫn giữa thông điệp ngôn ngữ và phi ngôn ngữ trong cùng một tương tác đôi khi gửi đi những thông điệp tương phản hoặc mâu thuẫn. Một lời nói trần thuật sự thật nhưng thái độ lại bồn chồn hay lảng tránh ánh mắt có gửi tới người nhận những thông điệp bị xáo trộn trong khi tương tác. Những thông điệp mâu thuẫn có thể xảy ra bởi nhiều lý do thông thường là cảm giác không ổn định, phân vân hay thất vọng. Khi những thông điệp bị xáo trộn xảy ra thì giao tiếp phi ngôn ngữ trở thành công cụ chính để đưa ra thêm thông tin nhằm làm rõ tình huống; sự chú ý lớn được đặt vào những tư thế và chuyển động cơ thể khi con người cảm nhận được sự xáo trộn của thông điệp trong khi tương tác. Những định nghĩa về giao tiếp phi ngôn ngữ tạo ra một bức tranh bị giới hạn trong tâm trí con người nhưng lại có những cách để tạo ra một bức tranh rõ ràng hơn. Người ta khám phá ra những định dạng khác nhau giữa giao tiếp ngôn ngữ và phi ngôn ngữ. Đó là tính cấu trúc so với phi cấu trúc, ngôn ngữ học so với phi ngôn ngữ học, tuần hoàn so với không tuần hoàn, được giáo dục so với bẩm sinh, hoạt động của bán cầu phải so với bán cầu trái.:7

#### Bổ sung
Sự giải thích một cách chính xác các thông điệp trở nên dễ dàng hơn khi giao tiếp ngôn ngữ và phi ngôn ngữ bổ sung cho nhau. Những tín hiệu phi ngôn ngữ có thể được xây dựng dựa trên những thông điệp bằng ngôn ngữ để củng cố thông tin được gửi đi khi con người cố gắng đạt được mục tiêu giao tiếp. Thông điệp được đưa ra sẽ dễ ghi nhớ hơn những tín hiệu phi ngôn ngữ khẳng định lại việc trao đổi bằng lời nói.:14

#### Thay thế
Đôi khi những hành vi phi ngôn ngữ được sử dụng như một kênh duy nhất để giao tiếp. Con người học cách nhận ra những biểu hiện khuôn mặt, chuyển động và tư thế của cơ thể tương ứng với những cảm giác và ý định cụ thể. Tín hiệu phi ngôn ngữ có thể dùng mà không có giao tiếp bằng ngôn ngữ để truyền tải một thông điệp; khi hành vi phi ngôn ngữ không đạt được hiểu quả giao tiếp, phương thức ngôn ngữ được sử dụng để tăng cường sự thấu hiểu.:16

#### Cấu trúc so với phi cấu trúc
Giao tiếp ngôn ngữ là một dạng cấu trúc cao cấp của giao tiếp với những quy luật ngữ pháp được thiết lập. Quy tắc của giao tiếp bằng ngôn ngữ giúp con người tạo ra ý nghĩa và hiểu được những gì người khác đang nói. Ví dụ như việc sẽ có những khó khăn để một người nước ngoài có thể hiểu khi học một thứ tiếng mới. Mặt khác, giao tiếp phi ngôn ngữ lại không có bất cứ cấu trúc nào khi nó trở hành một phương tiện giao tiếp. Giao tiếp phi ngôn ngữ có thể xảy ra ngay cả khi con người không nghĩ đến nó. Cùng một hành động có thể diễn đạt những cảm xúc khác nhau ví dụ như nước mắt khi buồn hoặc khi quá vui mừng. Vì thế, những tín hiệu này cần được giải thích một cách cẩn thận để có được ý nghĩa chính xác.:7–8

#### Ngôn ngữ học so với phi ngôn ngữ học
Chỉ có một vài biểu tượng được thiết lập trong hệ thống giao tiếp phi ngôn ngữ. Gật đầu có thể được hiểu là thể hiện sự đồng ý trong nền văn hóa này những lại có nghĩa là sự bất đồng trong nền văn hóa khác. Trái lại, giao tiếp ngôn ngữ lại có một hệ thống biểu tượng với ý nghĩa xác định.:8

#### Tuần hoàn so với không tuần hoàn
Giao tiếp bằng ngôn ngữ dựa trên những đơn vị không tuần hoàn trong khi giao tiếp phi ngôn ngữ lại dựa trên sự tuần hoàn. Giao tiếp phi ngôn ngữ không thể bị dừng lại cho đến khi có một người nào đó rời khỏi phòng, mặc dù vậy quá trình nội tâm vẫn diễn ra (cá nhân tự giao tiếp với bản thân). Dù không có sự hiện diện của người khác thì cơ thể vẫn được trải qua quá trình giao tiếp phi ngôn ngữ. Ví dụ như, sau những cuộc tranh luận nóng nảy, mặc dù không còn lời nào được nói ra nhưng vẫn có thể thấy khuôn mặt tức giận và ánh nhìn sắc lạnh. Đó là ví dụ cho việc giao tiếp phi ngôn ngữ là tuần hoàn.:8

#### Được học so với bẩm sinh
Việc học những tín hiệu phi ngôn ngữ yêu cầu sự hỗ trợ của cộng đồng hoặc nền văn hóa. Ví dụ như quy tắc ăn uống không phải là một khả năng bẩm sinh. Quy tắc trang phục là một tín hiệu phi ngôn ngữ phải được hình thành bởi xã hội. Biểu tượng bàn tay có ý đa dạng trong từng nền văn hóa, và cũng không phải một tín hiệu phi ngôn ngữ bẩn sinh. Những tín hiệu cần được học một cách từ từ và củng cố bởi sự khích lệ và phản hồi tích cực.
Tín hiệu phi ngôn ngữ bẩm sinh là những đặc điểm tự tích hợp trong hành vi con người. Nói chung, những tín hiệu bẩm sinh là phổ biến và không có giới hạn văn hóa. Ví dụ như mỉm cười, khóc và cười thành tiếng không đòi hỏi sự học hỏi. Tương tự, một số tư thế cơ thể, ví dụ như tư thế giống trẻ sơ sinh luôn được hiểu với ý nghĩa là sự mềm yếu. Cùng với sự phổ biến, khả năng được thấu hiểu của những tín hiệu này không bị giới hạn bởi văn hóa cá nhân.:9

#### Sự hoạt động của bán cầu phải và bán cầu trái
Quá trình này liên quan đến cách thần kinh tiếp cận đến giao tiếp phi ngôn ngữ. Nó được giải thích rằng bán cầu não phải xử lý các quá trình phi ngôn ngữ liên quan đến không gian, hình ảnh và nhiệm vụ nhận dạng trong khi bán cầu trái xử lý các quá trình liên quan đến phân tích và lập luận. Điều quan trọng là phải biết được sự khác biệt giữa xử lý những thông điệp ngôn ngữ và phi ngôn ngữ khi giao tiếp. Mộ cá nhân có thể sử dụng không đúng bán cầu não đúng thời điểm để phân tích một tín hiệu hoặc 1 ý nghĩa.:9

## Nghiên cứu lâm sàng
Từ năm 1977 đến 2004, sự ảnh hưởng của các bệnh dịch và các chất kích thích đối với sự tiếp nhận giao tiếp phi ngôn ngữ đã được nghiên cứu sử dụng cùng một mô hình tương tự bởi các nhóm thuộc ba trường y học khác nhau. Những nhà nghiên cứu tại Đại học Pittburgh, Đại học Yale và Đại học bang Ohio lấy đối tượng theo dõi là những con bạc đang chờ phần thưởng tại một máy quay thưởng. Lượng tiền thưởng được đoán trước bởi những sự truyền tải không lời. Kỹ thuật này đã được phát triển và nghiên cứu trưc tiếp bởi bác sĩ tâm lý học Robert E. Miller và bác sĩ tâm thần học Dr. A. James Giannini. Nhóm nghiêm cứu này đã có những báo cáo cho thấy việc giảm khả năng tiếp nhận ở người nghiện ma heroin và làm dụng chất gây ảo giác trái ngược với việc tang khả năng tiếp nhận của người nghiện cocaine. Người có biểu hiện trầm cảm nặng có những dấu của việc giảm đáng kể khả năng hiểu tín hiệu phi ngôn ngữ khi được so sánh với những người có trạng thái bình thường.
Ở một vài đối tượng kiểm tra khả năng hiểu tín hiệu phi ngôn ngữ, mô hình trực quan dường như là sự chiếm dụng trong khi một vài đối tượng khác sử dụng phương pháp nguyên nhân và kết quả. Những đối tượng trong nhóm thứ nhất trả lời nhanh và trước khi có sự gợi ý. Họ không đưa ra một lý do cụ thể cho phản hồi của họ. Đối tượng ở nhóm sau trì hoãn sự phải hổi của họ và có thể đưa ra lý do cho sự lựa chọn của họ. Mức độ chính xác của hai nhóm không hề biến đổi hay thuận tay.
Freitas-Magalhaes nghiên cứu về hiệu quả của nụ cười trong chữa trị chứng trầm cảm và kết luận rằng những dấu hiệu trầm cảm giảm đi khi bạn cười thường xuyên hơn.
Phụ nữ béo phì và phụ nữ tiền mãn kinh được cho rằng cũng bị giảm khả năng hiểu những tín hiệu này. Trái ngược lại, đàn ông bị rối loạn lưỡng cực thì khả năng này lại tăng lên. Một phụ nữ bị tê liệt tổng thể cơ mặt đã được khẳng định rằng không có khả năng truyền hay nhận bất cứ tín hiệu phi ngôn ngữ nào trên khuôn mặt. Từ những thay đổi mức độ tiếp nhận phi ngôn ngữ chính xác, những thành viên của đội nghiên cứu đưa ra giả thuyết có một mạng lưới sinh hóa điều khiển việc tiếp nhận những tín hiệu phi ngôn ngữ. Bởi có một số loại thuốc tăng khả năng tiếp nhận trong khi một số khác lại làm giảm khả năng này, các chất truyền dẫn thần kinh như dopamine và endorphin được cho là có nguyên nhân gây ra việc này. Mặc dù dựa trên những thông tin đã có sẵn nhưng nguyên nhân và hiệu ứng cơ bản không thể được sắp xếp dựa trên hình thức sử dụng.

### Nhận thức của trẻ em
Sự tăng cường tập trung vào cử chỉ chỉ xảy ra khi ngữ điệu hoặc biểu cảm khuôn mặt được sử dụng. "Người nói thường dự đoán cách mà người nghe tiếp nhận những phát ngôn của họ. Nếu họ muốn điều gì khác, ít được giải thích rõ ràng, họ sẽ "đánh dấu" phát ngôn của họ (ví dụ như những ngữ điệu hoặc biểu cảm khuôn mặt đặc biệt).| Việc nhấn mạnh cụ thể được hiểu là "đánh dấu" này được cho rằng có thể học từ những giao tiếp phi ngôn ngữ ở trẻ nhỏ. Một nghiên cứu đột phá của tạp chí Ngôn ngữ trẻ em (Journal of Child Language) đã kết luận rằng hành động đánh dấu một cử chỉ này được phát hiện ở trẻ 3 tuổi, nhưng lại không thấy ở trẻ 2 tuổi.
Trong nghiên cứu, trẻ 3 tuổi và trẻ 2 tuổi được kiểm tra về nhận thức sự đánh dấu với cử chỉ. Thí nghiệm được thực hiện trong một căn phòng với người giám định và những đối tượng kiểm tra, nghiên cứu đầu tiên là dành cho trẻ 3 tuổi. Người giám định ngồi riêng với từng trẻ và để chúng tự do chơi với các loại đồ vật khác nhau trong đó có một chiếc ví và một chiếc hộp đều có miếng bọt biển bên trong. Sau khi để trẻ chơi với những đồ vật đó trong vòng 3 phút người giám định bảo với trẻ đã đến giờ dọn dẹp và chỉ vào những đồ vật. Họ đánh giá phản ứng của trẻ bằng cách sử dụng hoặc không sử dụng đánh dấu cử chỉ để xem trẻ có tương tác với yêu cầu và tiếp cận đồ vật để dọn dẹp chúng hay không. Kết quả cho thấy trẻ 3 tuổi có thể nhận biết sự đánh dấu với việc phản hồi lại cử chỉ và dọn dẹp những đồ vật.
Trong nghiên cứu thứ hai thì các thí nghiệm được thực hiện tương tự với trẻ 2 tuổi cho kết quả hoàn toàn khác biệt. Đa số trẻ không nhận ra sự khác biệt giữa cử chỉ được đánh dấu và không được đánh dấu như trẻ 3 tuổi. Điều đó chỉ ra rằng dạng giao tiếp phi ngôn ngữ này được tiếp thu ở trẻ nhỏ, và được nhận thức bởi trẻ 3 tuổi tốt hơn so với trẻ 2 tuồi.